# Paul W.S. Anderson
Paul William Scott Anderson (født 4. marts 1965 i Wallsend) er en britisk filminstruktør, -producer og manuskriptforfatter.

## Udvalgt filmografi
| Titel                            | År   | Krediteret som | Krediteret som | Krediteret som | Note(r)           |
| Titel                            | År   | Instruktør     | Forfatter      | Producer       | Note(r)           |
| -------------------------------- | ---- | -------------- | -------------- | -------------- | ----------------- |
| Shopping                         | 1994 | Ja             | Ja             |                |                   |
| Mortal Kombat                    | 1995 | Ja             |                |                |                   |
| Event Horizon                    | 1997 | Ja             |                |                |                   |
| Soldier                          | 1998 | Ja             |                |                |                   |
| Resident Evil                    | 2002 | Ja             | Ja             | Ja             |                   |
| Alien vs. Predator               | 2004 | Ja             | Ja             |                |                   |
| Resident Evil: Apocalypse        | 2004 |                | Ja             | Ja             |                   |
| The Dark                         | 2005 |                |                | Ja             |                   |
| DOA: Dead or Alive               | 2006 |                |                | Ja             |                   |
| Resident Evil: Extinction        | 2007 |                | Ja             | Ja             |                   |
| Death Race                       | 2008 | Ja             | Ja             | Ja             |                   |
| Pandorum                         | 2009 |                |                | Ja             |                   |
| Resident Evil: Afterlife         | 2010 | Ja             | Ja             | Ja             |                   |
| Death Race 2                     | 2010 |                | Ja             | Ja             | Direkte-til-video |
| De tre musketerer                | 2011 | Ja             |                | Ja             |                   |
| Resident Evil: Retribution       | 2012 | Ja             | Ja             | Ja             |                   |
| Death Race: Inferno              | 2013 |                |                | Ja             | Direkte-til-video |
| Pompeii                          | 2014 | Ja             |                | Ja             |                   |
| Resident Evil: The Final Chapter | 2016 | Ja             | Ja             | Ja             |                   |